# H-motor
H-motor (ali H-blok) je konfiguracija batnega motorja z notranjim zgorevanjem pri katerem so valji nameščeni tako, da če gledamo od spredaj zgleda kot vertikalna ali horizontalna črka H. V bistvu dva protibatna motorja nameščena eden nad drugim ali pa eden poleg drugega. Vsaka od dveh ravnin ima svojo ročično gred.
Ta konfiguracija omogoča izdelavo krajših motorjev. Uporabljajo se na letalskih in dirkalnih motorjih.

## Letalski H-motorji
- Lycoming
  -  Lycoming H-2470 H-24 "hyper engine"
- Fairey Aviation
  - Fairey Prince (H-16) (1939) - 1500 KM
  - Fairey Monarch (1939) - H-24 2240 KM
- Klöckner-Humboldt-Deutz DZ 720 - H-32, 102,9 L
- Napier & Son, UK.
  - Napier Rapier (1929) - H-16 zračno hlajeni vertikalni, 8,83 L 340 KM
  - Napier Dagger (1934) - H-24,zračno hlajeni vertikalni, 16,85 L, 890 KM, razvit iz Rapierja
  - Napier Sabre (1938) - H-24, vodno hlajeni horizontalni, 36,7 L, 500 KM
- Pratt & Whitney
  - XH-2240 - H-24, vodno hlajeni
  - XH-2600 - H-24, vodno hlajeni
  - XH-3130 - H-24, vodno hlajeni
  - XH-3730 - H-24, vodno hlajeni
- Rolls-Royce Eagle (1944) -  H-24, 46,2 L, 3200 KM

## Drugi H-motorji
- British Racing Motors (BRM) H-16 Formula 1[1]
- Brough Superior Golden Dream na motociklu[2]

Subaru uporablja za svoje 4 in 6-valjne protibatne motorje oznako H4 in H4, vendar to niso H-blok motorji.